# Perca (Italie)
Pour les articles homonymes, voir Perca.
Perca (en allemand, Percha) est une commune italienne d'environ 1 600 habitants située dans la province autonome de Bolzano, dans la région du Trentin-Haut-Adige dans le nord-est de l'Italie.

## Administration
| Période                                  | Période  | Identité          | Étiquette              | Qualité |
| ---------------------------------------- | -------- | ----------------- | ---------------------- | ------- |
| 9 mai 2005                               | En cours | Joachim Reinalter | Südtiroler Volkspartei |         |
| Les données manquantes sont à compléter. |          |                   |                        |         |

### Hameaux
Sopranessano, Nessano, Rio Liccio, Vila di Sotto, Vila di Sopra, Plata Montevila

### Communes limitrophes
Les communes limitrophes sont  Brunico, Campo Tures, Gais et Rasun-Anterselva.